# Werner Schmidt (Sportpädagoge)
Werner Schmidt (* 1949 in Essen) ist ein deutscher Sportpädagoge und Hochschullehrer.

## Leben
Schmidt bestritt von 1971 bis 1975 ein Lehramtsstudium (Fächer: Sport, Germanistik und Geschichte) an der Universität Essen. 1976 legte er sein  zweites Staatsexamen ab und arbeitete als Lehrer. Seine Doktorarbeit (Thema: Aggression und Sport) schloss er 1978 ab. Im Folgejahr trat Schmidt an der Universität Oldenburg eine Stelle als Akademischer Rat für Sportpädagogik an.
1983 wechselte er auf eine Professorenstelle an der Universität Osnabrück – Abteilung Vechta, 1991 legte er seine Habilitation vor und wurde 1993 Professor am Lehrstuhl für Sportpädagogik der Friedrich-Schiller-Universität Jena. Zwischen 1994 und 1998 hatte Schmidt die Leitung des Institutes für Sportwissenschaft an der Jenaer Hochschule inne.
1998 verließ er Jena und trat an der Universität Duisburg-Essen eine Professur für Sportwissenschaft und Sportpädagogik an.
Von 1987 bis 1999 amtierte Schmidt innerhalb der Deutschen Vereinigung für Sportwissenschaft (DVS) als Sprecher der Kommissionen Fußball und Sportspiele. Zwischen 1997 und 1999 war er DVS-Vizepräsident und von 1999 bis 2003 Vorsitzender. Im September 2013 wurde Schmidt zum Ehrenmitglied der Deutschen Vereinigung für Sportwissenschaft ernannt.
Zu Schmidts bevorzugten Forschungsgebieten zählen der Kinder- und Jugendsport, der Bereich „soziale Chancen im Sport“, Kinder-Sport-Sozialforschung, soziales und interkulturelles Lernen, das Sportspiel und der Schulsport. 1991 brachte er das Buch „Lehren und Lernen im Sportspiel“ heraus, welches 2014 neu aufgelegt wurde, er veröffentlichte Trainingsliteratur zum Thema Ballspiele (darunter insbesondere Fußball).